# Linha do tempo da psiquiatria
Esta é uma linha do tempo do desenvolvimento moderno da psiquiatria. Informações relacionadas podem ser encontradas nos artigos Linha do tempo da psicologia e Linha do tempo da psicoterapia.

## História inicial da psiquiatria
1550 a.C.
O papiro Ebers, um dos papiros médicos mais importantes do antigo Egito, mencionou brevemente a depressão clínica.
Século VI a.C.

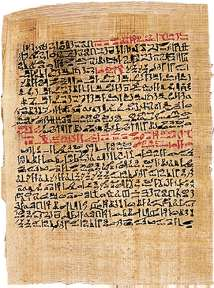
Uma página do papiro Ebers.

600 AC, muitas cidades tinham templos para venerar Esculápio, conhecidos como Asklepieion, que forneciam curas para doenças psicossomáticas
Século IV a.C.
O médico grego Hipócrates teorizou que as anormalidades fisiológicas podem ser a raiz dos transtornos mentais.
280 a.C.
O médico e filósofo grego Herófilo estudou o sistema nervoso e fez uma distinção entre os nervos sensoriais e os nervos motores.
250 a.C.
O anatomista grego Erasístrato estudou o cérebro e fez uma distinção entre o cérebro e o cerebelo.
Século IX
O primeiro bimaristão foi construído em Bagdá, seguido por vários outros em todo o mundo árabe. No século XIII eles tornaram-se grandes, complexos e divididos em várias unidades especializadas diferentes. Vários desses hospitais continham enfermarias para pacientes com doenças mentais.
Século XI
O médico persa Avicena reconheceu a "psicologia fisiológica" no tratamento de doenças que envolvem emoções e desenvolveu um sistema para associar mudanças na pulsação com sentimentos internos.
1247
Bethlehem Royal Hospital em Bishopsgate fora do muro de Londres, um dos mais famosos hospitais psiquiátricos antigos foi fundado como um priorado da Ordem de Santa Maria de Bethlem para coletar esmolas para os Cruzados; depois que o governo inglês o secularizou, ele começou a admitir pacientes mentais por volta de 1377 (1403?), conhecido como Bedlam Hospital; em 1547 foi adquirido pela Cidade de Londres, tendo operado até 1948; agora faz parte da British NHS Foundation Trust.

## Psiquiatria no Iluminismo
1656
O rei francês Luís XIV fundou o Hospital Pitié-Salpêtrière em Paris para prostitutas e deficientes mentais.
1672
O médico inglês Thomas Willis publicou o tratado anatómico De Anima Brutorum, descrevendo a psicologia em termos de função cerebral.
1724
Depois de ser atormentado pela culpa nos Julgamentos das Bruxas de Salem, o influente ministro puritano da Nova Inglaterra, Cotton Mather, rompeu com a superstição ao propor explicações físicas para doenças mentais em vez de explicações demoníacas.
1758
O médico inglês William Battie publicou o Tratado sobre a Loucura, pedindo tratamentos a serem utilizados em pacientes mentais ricos e pobres em asilos.
1793
O médico francês Philippe Pinel foi nomeado para o Hospital Bicêtre no sul de Paris, ordenando a remoção de cadeias de pacientes mentais e fundando o Tratamento Moral. Em 1809, ele publicou a primeira descrição da demência precoce (esquizofrenia).
1796
O Retiro York na Inglaterra foi fundado por Quakers, tornando-se conhecido pelo tratamento humano e servindo como modelo.

## Psiquiatria no século XIX
1808
O médico alemão Johann Christian Reil cunhou o termo "psiquiatria".
1812
O médico americano Benjamin Rush tornou-se um dos primeiros defensores do tratamento humano para os doentes mentais com a publicação de Pesquisas e Observações Médicas sobre as Doenças da Mente, o primeiro livro-texto americano sobre psiquiatria.
1821
O elemento lítio foi isolado pela primeira vez do óxido de lítio e descrito pelo químico inglês William Thomas Brande .
1841
What became the Royal College of Psychiatrists, then known as the Association of Medical Officers of Asylums and Hospitals for the Insane, was founded in England, receiving a royal charter in 1926.
1844
A Associação de Superintendentes Médicos das Instituições Americanas para Insanos (ASMIAI), a precursora da Associação Americana de Psiquiatria (AAP), foi fundada na Filadélfia, Pensilvânia.
1845
O Lunacy Act 1845 e o County Asylums Act 1845 foram aprovados na Inglaterra e no País de Gales, levando à criação da Comissão de Lunacy.
1851
O Dr. Samuel Cartwright, um médico proeminente da Louisiana e uma das principais autoridades da sua época no atendimento médico de pessoas chamadas de "negros", identificou dois transtornos mentais peculiares aos escravos: Drapetomania, ou doença que causa a fuga dos escravos; Disaethesia Aethiopica que propôs uma teoria para a causa da preguiça entre os escravos. Hoje em dia, ambos são considerados exemplos de racismo científico.
1852
O médico francês Bénédict Augustin Morel publicou Traite des Maladies Mentales (2 vols.); a 2ª ed. (1860) cunhou o termo "demência precoce" (demence precoce) para pacientes que sofrem de "estupor" (melancolia). Em 1857 ele publicou Traité des Dégénérescences, promovendo uma compreensão da doença mental com base na teoria da degeneração, que se tornou um dos conceitos mais influentes na psiquiatria pelo resto do século.
1859
Paul Briquet publicou Traité clinique et thérapeutique de l'Hystérie.
A primeira clínica psiquiátrica do Império Russo foi organizada por Ivan Mikhailovich Balinsky (1827-1902) na Academia Médica Militar de São Petersburgo.
1892
Daniel Hack Tuke editou o primeiro dicionário de psiquiatria.
1893
O psiquiatra alemão Emil Kraepelin definiu clinicamente "demência precoce", mais tarde reformulada como esquizofrenia .
1895
Sigmund Freud e Josef Breuer da Áustria publicaram Studies on Hysteria, baseados no caso de Bertha Pappenheim (conhecida como Anna O.), desenvolvendo a Talking Cure; Freud e Breuer mais tarde se separaram por causa da obsessão de Freud por sexo.
1899
A dicotomia kraepeliniana entre psicose afetiva e demência precoce (esquizofrenia) foi introduzida na 6ª edição do famoso Lehrbuch de Emil Kraepelin .
Em 4 de novembro, Sigmund Freud publicou A Interpretação dos Sonhos (Die Traumdeutung).

## Psiquiatria do início do século XX
1900
O neurologista russo Vladimir Bekhterev descobriu o papel do hipocampo na memória.
1901
O psiquiatra alemão Alois Alzheimer identificou o primeiro caso do que mais tarde ficou conhecido como doença de Alzheimer.
Sigmund Freud publicou The Psychopathology of Everyday Life .
1902
O psiquiatra suíço Adolf Meyer tornou-se diretor do Instituto Psiquiátrico do Estado de Nova York, influenciando a psiquiatria americana com a sua abordagem de "bom senso", que incluía manter registos detalhados de pacientes; ele cunhou o termo "higiene mental".
1905
Os psicólogos franceses Alfred Binet e Theodore Simon criaram a escala Binet-Simon para avaliar a habilidade intelectual, marcando o início dos testes psicológicos padronizados.
1906
O fisiologista russo Ivan Pavlov publicou os primeiros estudos de condicionamento .
1908
O termo "esquizofrenia" foi cunhado pelo psiquiatra suíço Paul Eugen Bleuler.
1909
Em setembro, Sigmund Freud visitou a Clark University, conquistando o estabelecimento psiquiátrico dos Estados Unidos.
1910
Sigmund Freud fundou a Associação Internacional de Psiquiatria (AIP), com Carl Jung como o primeiro presidente e Otto Rank como o primeiro secretário.
Boris Sidis abriu o Sidis Psychotherapeutic Institute (um hospital privado) em Maplewood Farms em Portsmouth, NH, para o tratamento de pacientes nervosos usando os métodos científicos mais recentes.
1911
Alfred Adler deixou o Grupo Psicanalítico de Freud para formar a sua própria escola de pensamento, acusando Freud de enfatizar demais a sexualidade e basear a sua teoria na sua própria infância.
Foi fundada a Associação Americana de Psicanálise (AAPsa).
1913
A Sociedade Psicanalítica Britânica foi fundada por Ernest Jones, que se tornou o biógrafo de Freud.
Citando a incapacidade de Freud de reconhecer a religião e a espiritualidade, Carl Jung separou-se e desenvolveu as suas próprias teorias; a sua nova escola de pensamento ficou conhecida como Psicologia Analítica .
Jacob L. Moreno foi o pioneiro dos métodos de psicoterapia de grupo em Viena, que enfatizava a espontaneidade e a interação; mais tarde, eles ficaram conhecidos como Psicodrama e Sociometria .
1914
Sigmund Freud publicou On Narcissism: An Introduction.
1917
Sigmund Freud publicou Introdução à Psicanálise e Luto e Melancolia.
1920
O psiquiatra suíço Hermann Rorschach desenvolveu o Teste Rorschach Inkblot .
1921
Sigmund Freud publicou Psicologia de Grupo e a Análise do Ego.
1923
O farmacologista alemão Otto Loewi e o neurocientista inglês Sir Henry Dale descobriram a acetilcolina, o primeiro neurotransmissor a ser descrito, ganhando-lhes o Prêmio Nobel de 1936.
1924
O neuropsiquiatra alemão Hans Berger descobriu a eletroencefalografia humana.
Otto Rank publicou The Trauma of Birth, cunhando o termo "pré-edipiano", fazendo Freud dissocir-se com ele.
1926
A Société Psychanalytique de Paris foi fundada com o aval de Sigmund Freud; os nazis fecharam-na em 1940.
1927
O psiquiatra austríaco Manfred Sakel desenvolveu a terapia de choque com insulina como um tratamento para psicose; foi descontinuado na década de 1970.
O médico austríaco Julius Wagner-Jauregg ganhou o Prêmio Nobel pela sua invenção da terapia da malária como tratamento para a paralisia geral dos insanos (neurossífilis). Ele iniciou o tratamento em 1917.
1928
Foi estabelecida a Associação Indiana para a Higiene Mental .
1933
O psiquiatra húngaro Sándor Ferenczi publicou um artigo alegando que os relatos de pacientes sobre abuso sexual na infância são verdadeiros, fornecendo uma explicação psicológica, fazendo com que Freud se dissociasse dele.
1935
A divisão indiana da Royal Medico-Psychological Association foi formada devido aos esforços do Dr. Banarasi Das.
1938
O neurologista italiano Ugo Cerletti e o psiquiatra italiano Dr. Lucio Bini descobriram a eletroconvulsoterapia .
1942
O psiquiatra suíço Ludwig Binswanger fundou a Terapia Existencial.
As polémicas discussões entre Anna Freud, filha de Sigmund Freud, e Melanie Klein, fundadora da Teoria das Relações Objetivas, fizeram com que a Sociedade Psicanalítica Britânica se dividisse permanentemente em três campos.
1944
A ritalina (metilfenidato) foi sintetizada.
1946
Mary Jane Ward publicou o romance The Snake Pit, que foi filmado em 1948, causando reformas nos hospitais psiquiátricos estaduais.
1947
Foi estabelecida a Sociedade Psiquiátrica Indiana .
1948
A capacidade do carbonato de lítio de estabilizar os altos e baixos do humor no transtorno bipolar (depressão-maníaca) foi demonstrada pelo psiquiatra australiano John Cade, tornando-se o primeiro remédio eficaz para o tratamento de doenças mentais.
1949
O neurologista português Egas Moniz ganhou o Prémio Nobel pelo seu trabalho sobre a Lobotomia.

## A era da nova psicofarmacologia
1950
A Associação Psiquiátrica Mundial foi fundada.
1952
O primeiro ensaio clínico publicado de clorpromazina, que é o primeiro antipsicótico (inventado por Henri Laborit, Jean Delay e Pierre Deniker), foi conduzido no Centro Hospitalar Sainte-Anne em Paris. Conhecido como Largactil na Europa, foi trazido para Montreal por Heinz Lehman e denominado Thorazine.
1952

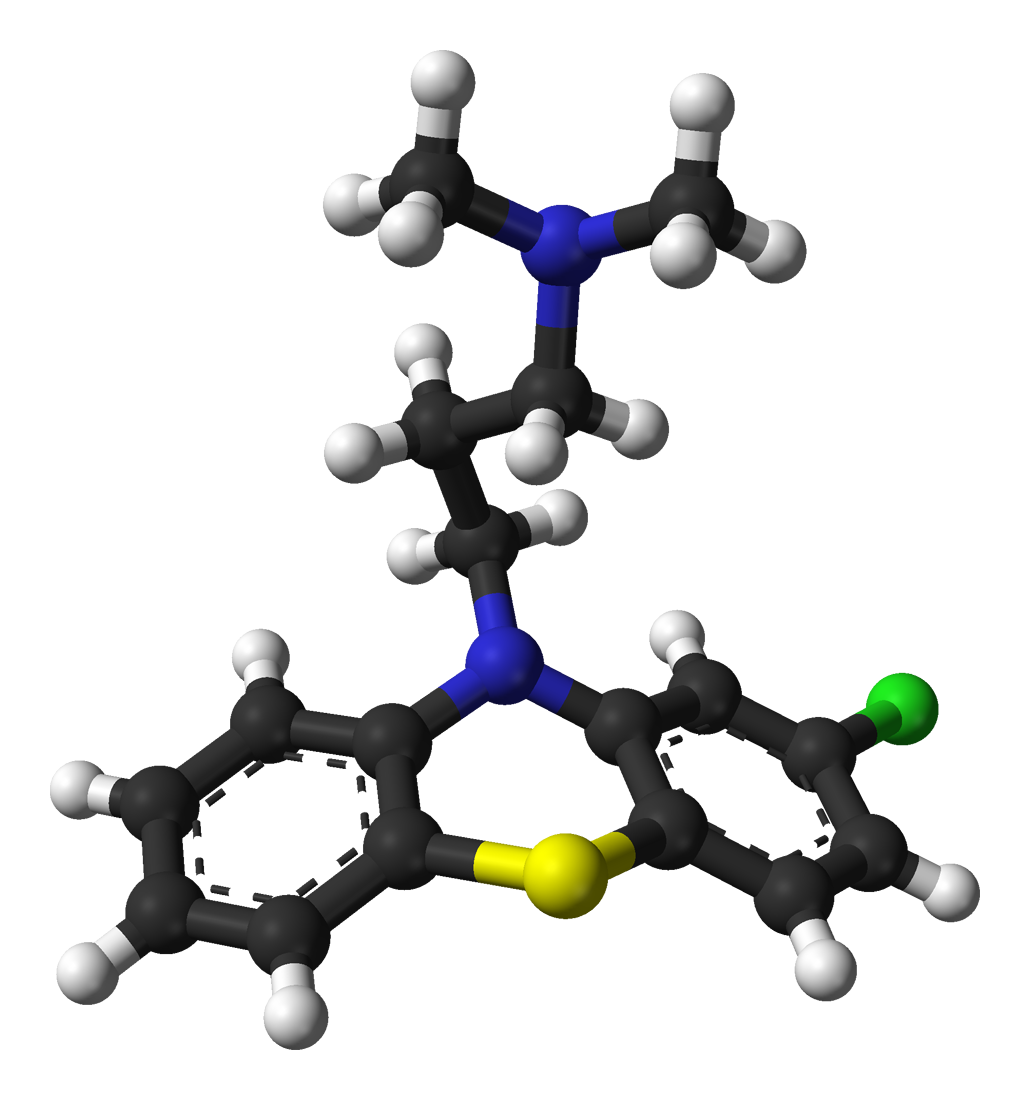
Estrutura química da clorpromazina.

A Associação Americana de Psiquiatria (AAP) publicou o primeiro Manual Diagnóstico e Estatístico de Transtornos Mentais (DSM); foi revisado em 1968, 1980/7, 1994, 2000 e 2013.
1952
Foi descoberto o primeiro antidepressivo inibidor da monoamina oxidase (IMAO), a iproniazida.
1953
O fisiologista russo Nathaniel Kleitman, da Universidade de Chicago, descobriu o sono REM (REM), fundando a pesquisa do sono moderna.
O psiquiatra francês Jacques Lacan rompeu com o IPA nas suas sessões de duração variável e fundou a Société Française de Psychanalyse.
1954
James Olds e Peter Milner, da Universidade McGill, descobriram o sistema de recompensa do cérebro .
Roger Sperry, da Caltech, começou a pesquisa sobre o cérebro dividido.
Por recomendação do Comitê Bhore em 1946, o Instituto de Saúde Mental All India foi fundado, tornando-se o Instituto Nacional de Saúde Mental e Neurociências (NIMHANS) em 1974 em Bangalore.
1956
Gregory Bateson, John Weakland, Donald deAvila Jackson e Jay Haley propuseram a teoria do duplo vínculo da esquizofrenia, que a considera como resultado de situações em que uma pessoa recebe mensagens diferentes ou contraditórias.
A tradução para o inglês da Edição Padrão das Obras Psicológicas Completas de Sigmund Freud foi publicada em 24 volumes (1956–74).
1957
Arvid Carlsson demonstrou que a dopamina é um neurotransmissor no cérebro.
O primeiro antidepressivo tricíclico (ATC), a imipramina foi descoberto.
1958
Aaron B. Lerner et al. da Universidade de Yale isolou a hormona melatonina, que foi descoberta regular o ritmo circadiano.
Década de 1960
Aaron T. Beck desenvolveu a terapia cognitiva .
1960
Foi lançado o primeiro benzodiazepínico, clordiazepóxido, com o nome comercial de Librium .
1961
O professor de psiquiatria Thomas Szasz publica O Mito da Doença Mental.
1963
O presidente dos Estados Unidos, John F. Kennedy, apresentou uma legislação delegando ao Instituto Nacional de Saúde Mental a administração de Centros Comunitários de Saúde Mental para aqueles que recebem alta de hospitais psiquiátricos estaduais.
Medard Boss fundou a Daseinsanalyse.
1964
Ronald David Laing publicou Sanity, Madness and the Family, afirmando que as raízes da esquizofrenia estão no "nexo familiar", onde as pessoas jogam jogos sombrios umas com as outras.
1970
A Food and Drug Administration (FDA) dos EUA aprovou o lítio para mania aguda.
A Lei de Substâncias Controladas dos Estados Unidos foi aprovada, colocando LSD, DMT, Psilocibina, Mescalina e Marijuana na Lista I (sem uso médico aceito).
1972
O psicólogo americano David Rosenhan publicou a experiência de Rosenhan, um estudo que desafia a validade dos diagnósticos psiquiátricos.
1973
A Associação Americana de Psiquiatria desclassificou a homossexualidade como um transtorno mental.
1975
O Caucus de Membros Gays, Lésbicas e Bissexuais da Associação Psiquiátrica Americana foi oficialmente fundado. A função primária da organização era advogar para a AAP em questões de saúde mental LGBT. O caucus mudou o seu nome para Associação de Psiquiatras Gays e Lésbicas em 1985.
1977
A CID-9 foi publicada pela OMS.
Andrey Lichko publicou Psychopathies and Character Accentuations in Adolescents.
1980
Os transgéneros foram oficialmente classificados pela Associação Americana de Psiquiatria como tendo "transtorno de identidade de gênero".
1982
O Programa Nacional de Saúde Mental (PNSM) foi lançado na Índia.
1983
Foi fundada a Associação Psiquiátrica Europeia.
1987
A Lei da Saúde Mental da Índia foi redigida pelo parlamento, mas entrou em vigor em todos os estados e territórios sindicais da Índia em abril de 1993. Este ato substituiu o Ato de Lunatismo Indiano de 1912, que havia substituído anteriormente o Ato de Asilo Lunático Indiano de 1858.
1988
A fluoxetina (nome comercial Prozac), o primeiro antidepressivo inibidor seletivo da recaptação da serotonina (ISRS), foi lançada, tornando-se rapidamente o mais prescrito.
Foi fundada a Associação Americana de Neuropsiquiatria.
1990
Uso do contraste BOLD em ressonâncias magnéticas descoberto pela primeira vez pelo Dr. Seiji Ogawa.
1991
Kenneth Kwong aplicou com sucesso o contraste BOLD à imagem das atividades do cérebro humano com ressonância magnética e publicou as descobertas em 1992.
1994
A hormona supressora do apetite leptina foi descoberta.
1996
O presidente dos Estados Unidos, Bill Clinton, assinou a Lei de Paridade da Saúde Mental, exigindo que as condições psiquiátricas sejam consideradas iguais a qualquer outra doença médica ou cirúrgica pelas seguradoras de saúde; em 2008, o presidente George W. Bush assinou uma versão alterada.
2000
A Organização No Free Lunch foi fundada pelo Dr. Bob Goodman, um interno de Nova York.

## Século XXI
2002
O Conselho Europeu do Cérebro foi fundado em Bruxelas.
O termo para esquizofrenia no Japão foi alterado de Seishin-Bunretsu-Byō 精神分裂病 (doença da divisão da mente) para Tōgō-shitchō-shō 統合失調症 (transtorno de integração) para reduzir o estigma. O novo nome foi inspirado no modelo biopsicossocial; aumentando a percentagem de pacientes informados sobre o diagnóstico de 37% para 70% em três anos.
2012
Em 2009, a associação profissional de endocrinologistas da América estabeleceu as melhores práticas para crianças trans que incluíam a prescrição de medicamentos supressores da puberdade para pré-adolescentes seguidos de terapia hormonal começando por volta dos 16 anos, e em 2012 a Academia Americana de Psiquiatria Infantil e Adolescente repetiu essas recomendações.
A Associação Americana de Psiquiatria emitiu declarações oficiais apoiando o cuidado e os direitos civis de transgéneros e indivíduos que não se conformam com o seu género.
2013

O DSM-5 foi publicado pela Associação Americana de Psiquiatria. Entre outras coisas, eliminou o termo "transtorno de identidade de gênero", que era considerado estigmatizante, renomeando-o como "disforia de gênero", que concentra a atenção apenas naqueles que se sentem angustiados com a sua identidade de gênero.